# Andraé Crouch

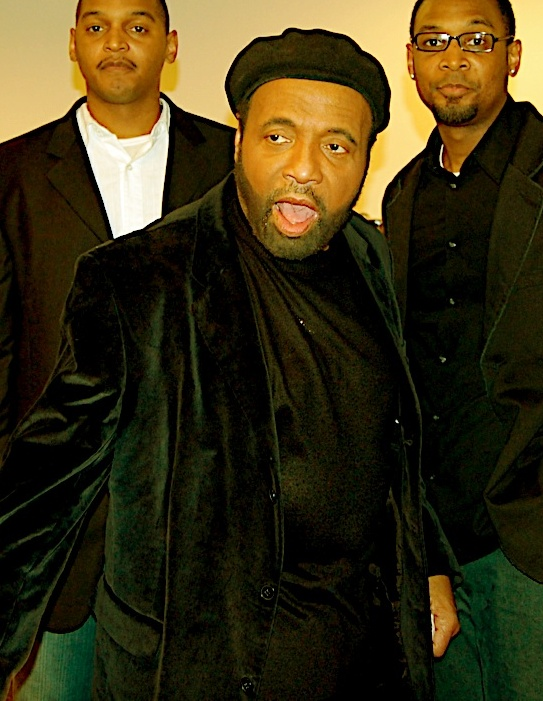
Andraè es considerado como el padre del gospel moderno, a tal punto colaborar con Michael J.

Andraé Edward Crouch (1 de julio de 1942 - 8 de enero de 2015) fue un cantante, compositor, arreglista, productor discográfico y pastor góspel norteamericano. Considerado  "el padre de la música góspel moderna" por profesionales de la música góspel y la música cristiana contemporánea,. Crouch fue conocido por sus composiciones "The Blood Will Never Lose Its Power", "My Tribute (To God Be the Glory)" y "Soon and Very Soon". En música secular, se le conoció por su trabajos colaborativos durante las décadas de los años 1980 y 1990, con artistas como Stevie Wonder, Elton John y Quincy Jones, así como por conducir los coros que cantaron en el éxito de Michael Jackson "Man in the Mirror" y el tema "Like a Prayer" de Madonna. Crouch era conocido por su talento para incorporar estilos de música secular contemporánea en la música góspel con la que creció. Sus esfuerzos en esta área fueron de ayuda para abrir el camino a las versiones tempranas de música contemporánea cristiana de los Estados Unidos durante las décadas de 1960 y 1970.
Las películas El color púrpura y El rey león y la serie de televisión Amen de la cadena NBC presentaron arreglos musicales originales de Crouch. Algunos premios recibidos por él incluyen siete premios Grammy, haber sido añadido al Salón de la Fama del Góspel en 1998 y haber recibido una estrella en el Paseo de la Fama de Hollywood en 2004.

## Discografía

### Andraé Crouch and The Disciples
- 1969: Take the Message Everywhere (Light)
- 1971: Keep on Singin' (Light)
- 1972: Soulfully (Light)
- 1973: Live at Carnegie Hall (Light)
- 1975: Take Me Back (Light)
- 1976: This Is Another Day (Light)
- 1978: Live in London (Light)

### Grabaciones como solista
- 1973: Just Andrae (Light)
- 1979: I'll Be Thinking of You (Light)
- 1981: Don't Give Up (Warner Bros.)
- 1982: Finally (Light)
- 1984: No Time to Lose (Light)
- 1986: Autograph (Light)
- 1994: Mercy (Qwest)
- 1997: Pray (Qwest)
- 1998: Gift of Christmas (Qwest)
- 2006: Mighty Wind (Verity)
- 2011: The Journey (Riverphlo Entertainment)
- 2013: Live in Los Angeles

## Premios y nominaciones
Premios Óscar
| Año  | Categoría                   | Película         | Resultado |
| ---- | --------------------------- | ---------------- | --------- |
| 1986 | Mejor banda sonora original | El color púrpura | Nominado  |